# Hodierna di Tripoli
Hodierna di Tripoli (1110 circa – 1164 circa) fu una delle figlie del Re di Gerusalemme Baldovino II e di sua moglie, la nobildonna di origini armene Morfia di Melitene.

## Biografia
Divenne contessa di Tripoli sposando, attorno al 1135, Raimondo II di Tripoli; ebbero due figli:
- Melisenda alla quale diedero lo stesso nome della regina,
- Raimondo III di Tripoli (1140 – 1187) Conte di Tripoli dal 1152 al 1187.

Hodierna fu la terza di quattro figlie: le sue sorelle maggiori furono Melisenda (moglie di Folco V d'Angiò) ed Alice (moglie di Boemondo II d'Antiochia), la sorella minore Ivetta fu badessa del convento di San Lazzaro di Betania). 
Le quattro sorelle erano molto unite; Hodierna potrebbe aver chiesto a Melisenda di organizzare nel 1148 l'assassinio di Alfonso I di Tolosa, figlio di Raimondo IV di Tolosa, che era venuto a reclamare la Contea di Tripoli. 
Hodierna appoggiò Melisenda nella sua lotta con il figlio (nipote di Hodierna) Baldovino III. 
Nel 1152 Melisenda fu alla fine sconfitta, ma le fu assegnato il governo del piccolo feudo di Nablus, da dove lei ed Hodierna riuscirono ad influenzare l'elezione del Patriarca latino. 
Nello stesso periodo Hodierna si trovò nel mezzo di controversia con suo marito Raimondo II di Tripoli.
Hodierna, come le sue sorelle, era molto indipendente, ma Raimondo era un uomo geloso e la tenne in isolamento. 
Ci furono anche voci secondo le quali la loro figlia Melisenda fosse nata da una relazione extraconiugale di Hodierna.
Sua sorella Melisenda e suo nipote Baldovino si recarono a nord per intervenire nel 1152. 
Hodierna e Raimondo accettarono di riconciliarsi, ma si decise anche che Hodierna sarebbe tornata a Gerusalemme con Melisenda per un breve periodo.
Non appena lei lasciò Tripoli, Raimondo fu ucciso dai Nizariti. 
Hodierna tornò immediatamente per assumere la reggenza della contea per suo figlio Raimondo III, che era ancora un bambino. 
Baldovino garantì l'appoggio dei nobili della contea, ed Hodierna gli permise di dare il castello di Tortosa ai Cavalieri templari, al fine di respingere un attacco che Nur ad-Din aveva lanciato quando aveva appreso della morte di Raimondo.
Hodierna rimase al capezzale di Melisenda quando questa giacque morente nel 1161.
Libero dall'influenza di sua madre Baldovino III prese personalmente il controllo di Nablus, scambiandola con Philippe de Milly che ricevette la Signoria di Oltregiordano in cambio.
Hodierna diede il suo assenso alla transazione a nome di Melisenda. 
Sua figlia Melisenda avrebbe dovuto sposare l'imperatore bizantino Manuele I Comneno; l'accordo sembrava concluso e la giovane Melisenda veniva già considerata come "la futura imperatrice".
Ma quando Manuele seppe della sua presunta illegittimità sposò invece Maria d'Antiochia.
Non si conosce la data della morte di Hodierna, probabilmente fu negli anni 1160.

## Poesia trobadorica
Secondo la Vida del trovatore Jaufré Rudel di Blaye, la leggenda della bellezza di Hodierna, riportata in Francia dai pellegrini, ispirò le canzoni sull'amor de lonh (amore lontano) di Rudel. 
La storia afferma che egli prese parte alla Seconda crociata allo scopo di vederla ma cadde ammalato e fu portato a terra morente.
Si dice che Hodierna, appresa la notizia, scese dal suo castello e che Rudel morì tra le sue braccia. 
Questa romantica ma inverosimile storia sembra sia derivata dalla natura enigmatica dei versi di Rudel e dalla sua presunta morte nella crociata. 
Edmond Rostand prese questa storia a base del suo dramma in versi del 1895 La Princesse lointaine, ma assegnò il ruolo femminile, invece che ad Hodierna, alla sua abbandonata figlia Melisenda.
In italiano la vicenda è stata ripresa da Giosuè Carducci nel suo Jaufré Rudel

## Ascendenza
|                             |   |                    | Genitori |  |  | Nonni |  |  | Bisnonni              |  |  | Trisnonni            |  |
|                             |   |                    |          |  |  |       |  |  | Manasse III di Rethel |  |  | Manasse II di Rethel |  |
|                             |   |                    |          |  |  |       |  |  | Manasse III di Rethel |  |  | Manasse II di Rethel |  |
|                             |   | Dada               |          |  |  |       |  |  | Manasse III di Rethel |  |  |                      |  |
| Ugo I di Rethel             |   |                    |          |  |  |       |  |  | Manasse III di Rethel |  |  |                      |  |
|                             |   | Judith di Roucy    | …        |  |  |       |  |  |                       |  |  |                      |  |
|                             |   | Judith di Roucy    | …        |  |  |       |  |  |                       |  |  |                      |  |
|                             |   | Judith di Roucy    | …        |  |  |       |  |  |                       |  |  |                      |  |
| Baldovino II di Gerusalemme |   | Judith di Roucy    |          |  |  |       |  |  |                       |  |  |                      |  |
|                             |   | Guy I di Montlhéry | …        |  |  |       |  |  |                       |  |  |                      |  |
|                             |   | Guy I di Montlhéry | …        |  |  |       |  |  |                       |  |  |                      |  |
|                             |   | Guy I di Montlhéry | …        |  |  |       |  |  |                       |  |  |                      |  |
| Melisende di Montlhéry      |   | Guy I di Montlhéry |          |  |  |       |  |  |                       |  |  |                      |  |
|                             |   | Hodierna di Gometz | …        |  |  |       |  |  |                       |  |  |                      |  |
|                             |   | Hodierna di Gometz | …        |  |  |       |  |  |                       |  |  |                      |  |
|                             |   | Hodierna di Gometz | …        |  |  |       |  |  |                       |  |  |                      |  |
| Hodierna di Tripoli         |   | Hodierna di Gometz |          |  |  |       |  |  |                       |  |  |                      |  |
|                             | … | …                  |          |  |  |       |  |  |                       |  |  |                      |  |
|                             | … | …                  |          |  |  |       |  |  |                       |  |  |                      |  |
|                             | … | …                  |          |  |  |       |  |  |                       |  |  |                      |  |
| Gabriele di Melitene        | … |                    |          |  |  |       |  |  |                       |  |  |                      |  |
|                             |   | …                  | …        |  |  |       |  |  |                       |  |  |                      |  |
|                             |   | …                  | …        |  |  |       |  |  |                       |  |  |                      |  |
|                             |   | …                  | …        |  |  |       |  |  |                       |  |  |                      |  |
| Morfia di Melitene          |   | …                  |          |  |  |       |  |  |                       |  |  |                      |  |
|                             |   | …                  | …        |  |  |       |  |  |                       |  |  |                      |  |
|                             |   | …                  | …        |  |  |       |  |  |                       |  |  |                      |  |
|                             |   | …                  | …        |  |  |       |  |  |                       |  |  |                      |  |
| …                           |   | …                  |          |  |  |       |  |  |                       |  |  |                      |  |
|                             |   | …                  | …        |  |  |       |  |  |                       |  |  |                      |  |
|                             |   | …                  | …        |  |  |       |  |  |                       |  |  |                      |  |
|                             |   | …                  | …        |  |  |       |  |  |                       |  |  |                      |  |
|                             |   | …                  |          |  |  |       |  |  |                       |  |  |                      |  |